# Дампьер, Луи
Луис «Луи» Дампьер (англ. Louis "Louie" Dampier; родился 20 ноября 1944, Индианаполис, штат Индиана, США) — американский профессиональный баскетболист, один из лучших игроков Американской баскетбольной ассоциации, отыгравший все девять сезонов её существования, плюс три сезона в Национальной баскетбольной ассоциации. Чемпион АБА в сезоне 1974/1975 годов в составе команды «Кентукки Колонелс». В 1997 году был включён в число тридцати игроков, вошедших в символическую сборную всех времён АБА. Член Зала славы баскетбола с 2015 года.

## Ранние годы
Луи Дампьер родился 20 ноября 1944 года в городе Индианаполис (штат Индиана), учился в средней школе Саутпорт из его одноимённого пригорода, в которой играл за местную баскетбольную команду. В её составе принимал участие в ежегодном матче всех звёзд среди ведущих игроков средних школ из Индианы и Кентукки.

## Студенческая карьера
В 1963 году поступил в Кентуккийский университет, где в течение трёх лет играл за баскетбольную команду «Кентукки Уайлдкэтс», в которой провёл успешную карьеру под руководством знаменитого тренера, члена Зала славы баскетбола, Адольфа Раппа, набрав в конечном итоге в 80 играх 1575 очков (19,7 в среднем за игру), 408 подборов (5,1) и 136 передач (1,7).
Во время своей студенческой карьеры партнёрами Дампьера по «Уайлдкэтс» были известный в прошлом тренер Пэт Райли, Томми Крон и Ларри Конли, а самой успешной её вехой стал турнир 1965/1966 годов, в котором «Дикие коты» добрались до решающего матча чемпионата NCAA, став вице-чемпионами страны. 12 марта 1966 года «Уайлдкэтс» вышли в финал четырёх NCAA (англ. Final Four), где сначала в полуфинале, 18 марта, с трудом переиграли команду Джека Марина, Стива Вакендака и Боба Верги «Дьюк Блю Девилз» со счётом 83-79, в котором Дампьер стал лучшим по результативности игроком своей команды, набрав 23 очка, а после этого уже в финальном матче, 19 марта, в упорной борьбе проиграли команде Бобби Джо Хилла и Дэйва Лэттина «УТЭП Майнерс» со счётом 65-72, в нём Луи, наряду с Пэтом Райли, также стал лучшим по результативности игроком своей команды, набрав 19 очков.
За три года в университете (в то время первокурсники не имели права участвовать в спортивных турнирах) Дампьер три раза подряд включался в первую сборную всех звёзд Юго-Восточной конференции (1965-1967), а также два раза подряд — во вторую всеамериканскую сборную NCAA (1966-1967). Помимо того дважды включался в академическую сборную Юго-Восточной конференции (1966-1967), а также однажды — в академическую всеамериканскую сборную NCAA (1967). По окончании студенческой карьеры он стал третьим в списке лучших снайперов «Уайлдкэтс», уступив только Коттону Нэшу (1770) и Алексу Грозе (1744). Свитер с номером 10, под которым Луи выступал за «Уайлдкэтс», был изъят из обращения и вывешен под сводами «Рапп-арены», баскетбольной площадки, на которой «Дикие коты» до сих пор проводят свои домашние матчи.

## Профессиональная карьера
Несмотря на то, что Дампьер был одним из лучших игроков Юго-Восточной конференции, которая была поставщиком огромного числа баскетбольных талантов того времени, Луи был обделён чрезмерным вниманием со стороны клубов Национальной баскетбольной ассоциации и на драфте НБА 1967 года он был выбран всего лишь в четвёртом раунде под общим 38-м номером командой «Цинциннати Роялз», поэтому он заключил соглашение с клубом соперничающей с НБА Американской баскетбольной ассоциации «Кентукки Колонелс», который также выбрал его на драфте АБА в том же году. Помимо Дампьера менеджмент «Колонелс» заключил контракт ещё с одним опытным защитником Дарелом Кэрриером, тем самым сформировав лучший взрывной защитный дуэт ассоциации, который цементировал оборонительные порядки «Кентукки» на протяжении пяти сезонов, каждый из которых в первых трёх турнирах ассоциации набирал не менее, чем по 20 очков в среднем за игру. Помимо этого Луи два года подряд становился лидером по количество точных трёхочковых бросков и попыток с дальней дистанции (199 из 552 и 198 из 548), а Дарел — по проценту реализации бросков из-за дуги (37,9 и 37,5).
Учитывая то, что в течение своей спортивной карьеры Луи ни разу не был травмирован и очень редко пропускал матчи по причине усталости, Дампьер стал лидером АБА по некоторым статистическим показателям, среди которых были проведённые игры (728), набранные очки (13 726), сделанные передачи (4044) и реализованные трёхочковые броски (794), а по ходу сезона 1970/1971 годов реализовал 57 штрафных бросков подряд. Помимо того Дампьер, наряду с Мелом Дэниелсом, является рекордсменом ассоциации по количеству проведённых матчей всех звёзд АБА (ASG) (по 7). В сезоне 1974/1975 годов он, будучи товарищем по команде Дэна Иссла и Артиса Гилмора, стал чемпионом АБА.
По окончании сезона 1975/1976 годов АБА, в результате объединения с НБА, прекратила своё существование, а Дампьер по итогам драфта распределения подписал соглашение с командой «Сан-Антонио Спёрс», одним из четырёх клубов АБА, наряду с «Индиана Пэйсерс», «Нью-Йорк Нетс» и «Денвер Наггетс», перешедших в НБА, где отыграл три следующих сезона, в основном выступая в качестве запасного Джорджа Гервина. В 1997 году, по случаю 30-й годовщины со дня основания АБА, Луи был включён в символическую сборную лучших баскетболистов ассоциации. В 1998-2002 годах Дампьер работал на должности ассистента главного тренера клуба «Денвер Наггетс», а в 2015 году был включён в Зал славы баскетбола.

## Статистика

### Статистика в НБА
| Сезон                                                                                    | Команда     | Регулярный сезон | Регулярный сезон | Регулярный сезон | Регулярный сезон | Регулярный сезон | Регулярный сезон | Регулярный сезон | Регулярный сезон | Регулярный сезон | Регулярный сезон | Регулярный сезон | Серия плей-офф | Серия плей-офф | Серия плей-офф | Серия плей-офф | Серия плей-офф | Серия плей-офф | Серия плей-офф | Серия плей-офф | Серия плей-офф | Серия плей-офф | Серия плей-офф |
| Сезон                                                                                    | Команда     | GP               | GS               | MPG              | FG%              | 3P%              | FT%              | RPG              | APG              | SPG              | BPG              | PPG              | GP             | GS             | MPG            | FG%            | 3P%            | FT%            | RPG            | APG            | SPG            | BPG            | PPG            |
| ---------------------------------------------------------------------------------------- | ----------- | ---------------- | ---------------- | ---------------- | ---------------- | ---------------- | ---------------- | ---------------- | ---------------- | ---------------- | ---------------- | ---------------- | -------------- | -------------- | -------------- | -------------- | -------------- | -------------- | -------------- | -------------- | -------------- | -------------- | -------------- |
| 1976/77                                                                                  | Сан-Антонио | 80               |                  | 20,4             | 46,0             |                  | 74,4             | 1,0              | 2,9              | 0,6              | 0,2              | 6,6              | 2              |                | 31,0           | 25,0           |                | 100,0          | 1,5            | 4,5            | 0,5            | 0,5            | 6,0            |
| 1977/78                                                                                  | Сан-Антонио | 82               |                  | 24,8             | 50,9             |                  | 75,2             | 1,5              | 3,5              | 1,1              | 0,2              | 9,1              | 6              |                | 21,5           | 45,9           |                | 25,0           | 1,2            | 2,5            | 0,7            | 0,3            | 5,8            |
| 1978/79                                                                                  | Сан-Антонио | 70               |                  | 10,9             | 49,0             |                  | 74,4             | 0,9              | 1,8              | 0,5              | 0,1              | 3,9              | 7              |                | 7,9            | 57,1           |                | 57,1           | 0,7            | 1,1            | 0,4            | 0,1            | 2,9            |
|                                                                                          | Всего       | 232              |                  | 19,1             | 48,8             |                  | 74,8             | 1,1              | 2,8              | 0,7              | 0,2              | 6,7              | 15             |                | 16,4           | 43,3           |                | 60,0           | 1,0            | 2,1            | 0,5            | 0,3            | 4,5            |
| Наведите курсор мыши на аббревиатуры в заголовке таблицы, чтобы прочесть их расшифровку. |             |                  |                  |                  |                  |                  |                  |                  |                  |                  |                  |                  |                |                |                |                |                |                |                |                |                |                |                |